# Centre de sauvegarde du loup ibérique

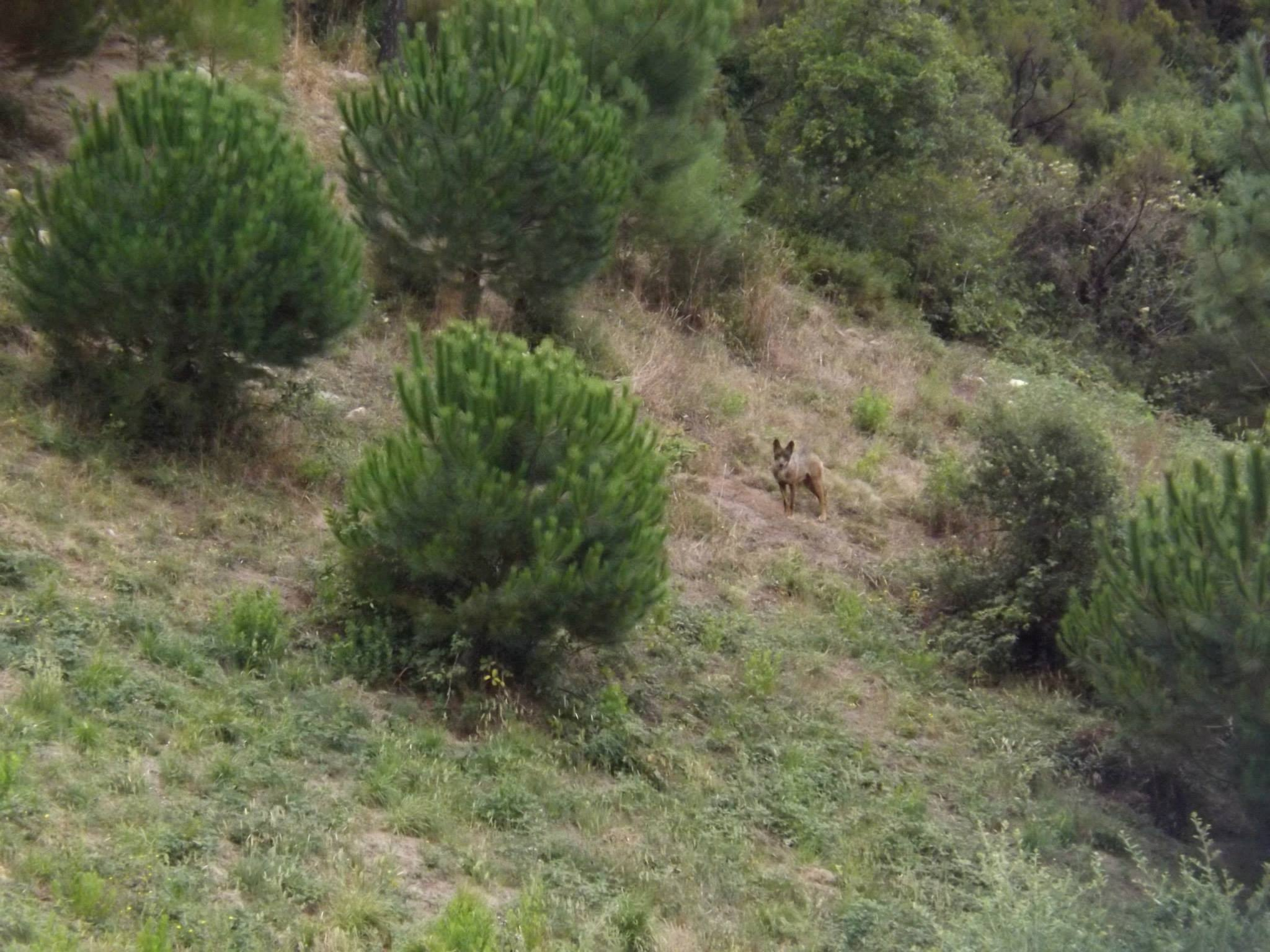
Tua, louve ibérique

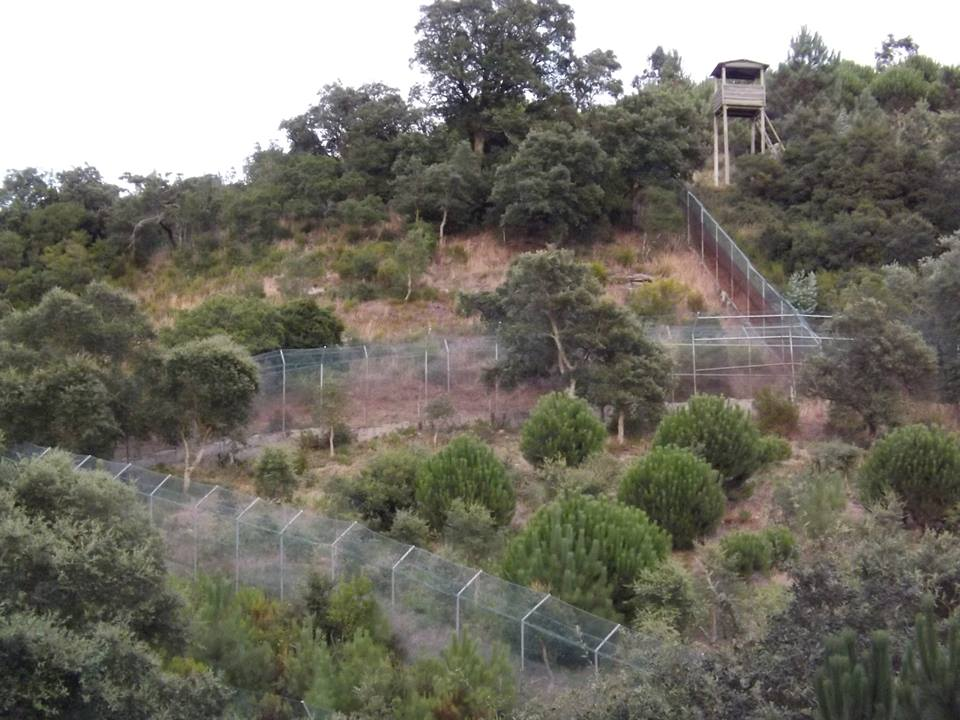
Tour d'observation et enclos

Le Centre de sauvegarde du loup ibérique est une structure destinée à la conservation du loup ibérique au Portugal. Il se trouve sur la côte ouest du pays, dans la région de Lisbonne, et plus précisément dans la localité de Picão, en bordure de la réserve nationale de chasse de Mafra.
Couvrant une superficie de 17 hectares, il peut accueillir entre 10 et 20 loups dans différents enclos. Des constructions en bois permettent aux employés de travailler, l'accueil du public et de volontaires.

## Histoire
Créé en 1987 par Robert Lyle, dans le but de fournir un refuge pour les loups ibériques blessés et pour ceux gardés illégalement en captivité par des particuliers, il est géré par Grupo Lobo, une association à but non lucratif. Le loup ibérique (Canis lupus signatus) est une sous-espèce du loup gris (Canis lupus) endémique de la péninsule Ibérique. Il ne reste qu'environ 300 loups sur le territoire portugais, et entre 1500 et 2000 dans la péninsule ibérique.
Le centre est ouvert aux visiteurs les week-ends et jours fériés.